# حماض جبلي
الحُمَّاض الجَبَلِيّ أو حُمَّاض الجَبَل، اسمه العلمي .Rumex alpestris Jacq أو .Rumex arifolius All أو .Rumex montanus Desf أو .Rumex amplexicaulis Lapeyr، هو نوع من الحُمَّاض.